# Mimestoloides benardi
Mimestoloides benardi là một loài bọ cánh cứng trong họ Cerambycidae.